# Rommelwaterpark
Het Rommelwaterpark is een stadspark in de Machariuswijk in Gent. Het is gelegen tussen de Ossenstraat en de Kasteellaan. Aan de overkant van de Ossenstraat sluit het park aan op het veel grotere Koningin Astridpark. Het Rommelwaterpark is slechts 0,75 hectare groot. 
Het park is genoemd naar het Rommelwater, ook Visserijvaart genoemd. Dat is het in 1752 gegraven industriekanaal, ten oosten van de Nederschelde.
Het park biedt een speeltuintje met glijbanen en klimrek aangelegd in een zandbak, en een klein voetbalveldje. Een studie, begeleid door de Artesis Hogeschool Antwerpen toonde aan dat het park een succesvolle realisatie was door ondanks de beperkte afmetingen de doelgroep, de deels allochtone buurtbewoners, te bereiken en door een gerichte aanleg (eenvoudige lay-out, zichtbaarheid, controle en bereikbaarheid vanuit alle omliggende woningen) te kunnen bestaan zonder overlast.

## Geschiedenis
Het buurtpark werd in 1997 aangelegd. De doorgang naar de Ossenstraat werd slechts in 2003 geopend na sloping van een woning.

### Beluik De Rietgracht
Op het grootste deel van het huidige park stond tussen 1862 en 1985 een beluik, het Rietgrachtbeluik.